# 切腹 (映画)
『切腹』（せっぷく）は、1962年（昭和37年）9月16日公開の日本映画。配給は松竹。滝口康彦の小説『異聞浪人記』（1958年）を元に橋本忍が脚本、小林正樹が演出・監督した作品である。公開時の惹句は、「豪剣うなる八相くずし！ 嵐よぶ三つの決闘！」である。昭和37年度芸術祭参加作品。社会派映画を監督してきた小林正樹が、初めて演出した時代劇映画である。武家社会の虚飾と武士道の残酷性などの要素をふんだんに取り入れ、かつて日本人が尊重していたサムライ精神へのアンチテーゼがこめられた作品である。しかし監督の意図とは逆に、外国の映画評はその残酷性を古典的な悲劇美として高評した。
1962年度のキネマ旬報ベストテンの第3位となり、仲代達矢は主演男優賞を受賞した。1963年に第16回カンヌ国際映画祭で審査員特別賞、第17回毎日映画コンクールでは日本映画大賞・音楽賞・美術賞・録音賞を受賞した。また、ブルーリボン賞では橋本忍が脚本賞を受賞した。
この映画は、三島由紀夫の自主製作映画『憂国』（1966年4月封切）の製作動機にも影響を与えている。

## あらすじ
1630年（寛永7年）5月13日、井伊家の江戸屋敷を安芸広島福島家元家臣、津雲半四郎と名乗る老浪人が訪ねてくる。半四郎は井伊家の使番に「再度の主取りも決まらず、生活も苦しいので、このまま生き恥を晒すよりは武士らしく、潔く切腹したい。ついては屋敷の玄関先を借りたい」と申し出た。井伊家の家老である斎藤勘解由（さいとうかげゆ）は半四郎に会い、今年1月、同じように申し出てきた千々岩求女（ちぢいわもとめ）という若い浪人を庭先で本当に切腹させるという挙に出たことを話し始める。
千々岩求女が同じように「切腹のために、玄関先を借りたい」と申し出てきた。これは当時、江戸市中に満ち溢れた食い詰め浪人によって横行していたゆすりの手法であった。発端は仙石家に現れ切腹を申し出た男で、仙石家は男を「誠に見上げた信念だ」と御納戸役にした。その噂が広まり、それを真似した食い詰め浪人どもが入れ代わり立ち代わり江戸の町々の諸家の玄関先へ訪れ、腹を切ると言って動かない。そのような輩に対し、扱いに窮した諸家は金品を与えて帰していたのだった。
「他家とは違い、井伊家は骨があると思えばこそ、昨日までは浪人どももその門を避けていた」と、井伊家が甘く見られたことに家臣の沢潟彦九郎（おもだかひこくろう）は憤った。もし、金品を与えて帰せば、入れ代わり立ち代わり食い詰め浪人が現れるは明白だった。家臣の稲葉丹後は「他家同様、なにがしかの金品を与えて帰らせよう」と提案したが、彦九郎はそれに異議を唱え、勘解由に進言し、本当に切腹させることにした。求女を入浴させ、衣服を与え、御世嗣辨之助（およつぎべんのすけ）に謁見叶いそうなそぶりをして希望を抱かせ、そのあとに切腹に申し付けるという念の入った陰険さを示した。求女は一両日の猶予を求めたが、「武士に二言はないはず」と彦九郎は許さなかった。恐怖のあまり、逃げ出そうとする求女に対し、家臣が鯉口を切って取り囲み、「斬られるよりは、潔く屠腹しろ」と詰め寄る。
玄関先ではなく、庭先で切腹することになり、家臣一同が見守ることになった。求女は勘解由にも、いったん家に戻り、必ず切腹することを申し出たが、勘解由は「切腹すると称して玄関先を借りたいと言い、金銭にありつく武士の風上にも置けない輩がいるが、貴殿はそのような輩とは毛頭思わん」と許さなかった。ここに至って求女は切腹する覚悟を決めた。だが、もともと切腹する心積もりはなかったので、腹を召す脇差を準備していなかった。求女は武士の魂である刀でさえ質草に出さねばならぬほど困窮し、携えていたのは竹光であった。しかし、介錯人の彦九郎はそれを知りながら「最近では三方の上の脇差に手をかけた瞬間に介錯人が首を切り落とすが、今回は古式に則り、腹を十文字に切り裂いてから介錯を行う。十二分に切り裂いてからでないと介錯はしない」と告げる。彦九郎と勘解由は残酷にも、竹光で腹を切らせたのである。
この判断は家臣からも諌められたが、彦九郎と勘解由は耳を貸さなかった。求女は切れぬ竹光を腹に向けて3度、4度と血を滲ませながら突き立てたが、いくら突き立てたところで、腹は切れない。求女は柄を地面に立て、自重で腹に突き刺した。脂汗とともに悶え苦しみ、介錯を求める求女に、彦九郎は無慈悲にも首を落とす時間を故意に遅らせ、死に至るまで壮絶な苦痛を与えさせた。ついに求女が舌を噛み切ったところで、彦九郎は刀を振り下ろす。
そのことに勘解由は良心の呵責を感じ、自分がした酷な判断を多少なりとも悔いていた。それゆえに今回の半四郎には、「勇武の家風できこえた井伊家はゆすりたかりに屈することはない」からと、そのいきさつを語り聞かせ、「悪いことは言わないから、このまま帰れ」と言う。だが半四郎は動じず、千々岩求女の同類では決してなく本当に腹を切る覚悟である、と決意のほどを述べ、真剣を佩用していることを示す。こちらの温情を受け入れない頑なな態度に勘解由は腹を立て、同じ過ちを繰り返すことになることを知りながら、配下の者に切腹の準備を命じる。
いざ切腹の時となり、半四郎は介錯人に井伊家中の沢潟彦九郎、矢崎隼人、川辺右馬介を1人ずつ名指しで希望する。しかしその3名は、奇怪なことに揃って病欠であった。ひとりの家臣が病欠3名の究明に走り出す。それを見越した上で半四郎は、勘解由らの知らなかった求女の事実と衝撃的な内容を語り始める。 
求女の父親の千々岩陣内は半四郎の友人であった。陣内は独断で城の修理をしたことが原因で取り潰しになった福島家の城修理奉行、権左衛門正勝に先立って切腹し、残された求女を半四郎に託していた。陣内は「自分が先に切らねば、半四郎が切腹する」と分かっていたので、独りで腹を切ったのであった。正勝から「お前は生きなければならない」と言われ、半四郎は陣内へ「命に賭けても引き受ける」と伝言を頼む。
それから何年かが過ぎ、求女は寺子屋で日銭を稼ぐ日々。半四郎の娘、美保には上州屋の養女の話が来ていた。しかし、半四郎は落ちぶれたとはいえ、娘を側室に差し出して出世するなど考えられないことだった。半四郎は求女に美保と結婚してほしいと頼み、求女も受け入れる。つまり求女は半四郎の娘婿でもあった。貧しくも男の子、金吾を授かり、幸せなひとときであったが、美保と金吾は病に倒れてしまう。求女は武士の誇りを捨て、医者代を得たいがために井伊家を訪れていたのだった。
彦九郎、隼人、右馬介らによって届けられた求女の亡骸を見て、無情にも竹光で腹を切らされたことに、そしてそれを嘲笑った3人に、断じて許すことのできない憤怒が半四郎に湧いた。そして、いくら貧しくても刀だけは手放すまいと考えていた自分を恥じた。求女の妻子も程なく病で息を引き取った。もはやこの世に未練がなくなった半四郎は、事実の究明のために井伊家に乗り込んでいたのだった。求女はただ理由を隠して帰宅を嘆願したが、それを冷たく拒絶したことは、勘解由がその場では事情を知る由もなかったため致し方ないとはいえ、半四郎から見れば酷薄な処置であった。「こんなに人がいるのに、誰か一人でも理由を聞いてくれる者があっても良かったではないか。自分が同じ立場に置かれたとき、どんな事ができるか？所詮は武士の面目など表面（うわべ）だけを飾るもの」と訴えたが、勘解由は「自分で切腹を申し出てた以上、必ず切らせる。それが井伊家の家風。表面だけではない」と反論する。
半四郎は求女の事情を話し聞かせ「あのときは一同血気に逸って…少し行き過ぎた点があったかも…。もっと適切な方法があったかも」という言葉を冥土の土産に、求女らのいるあの世へ行こうとしていたのだが、勘解由は「そんな人情話が通る世界ではない。武士の面目を表面だけを飾るものと考えている人間とは価値観が違う」と否定する。
半四郎は井伊家から預かっている品物と称して、懐中から矢崎隼人、川辺右馬介、沢潟彦九郎の髻を白砂に放り投げる。3人は求女を竹光で切腹させた張本人であった。隼人、右馬介の2人は半四郎に闇討にあい、髷を切り落とされていた。そして、半四郎の正体に気付いて、自宅まで赴いた彦九郎は護持院ヶ原での尋常の果し合いによって、髷を切り落とされていた。武士にとって、戦いにて己の不甲斐なさから髷を取られることは、死をもっても贖えない恥であったが、卑劣にも3名は名誉も命も惜しみ、髷が生え揃うまで病気と偽って出仕しないつもりであった。そして半四郎は「赤備えの武勇と言いながら、井伊家の家風も所詮は武士の面目の表面だけを飾るもの」と笑う。
全てを知った勘解由は動転し、半四郎を狂人と呼び、部下に彼を斬り捨てるように命じる。数十名の相手に囲まれる半四郎だったが、彼は泰平な寛永の世に育った鈍な武士ではなく、戦国の世を生き抜いた剣の達人であり、井伊家の家臣達は返り討ちにて多くの死傷者を出すに至る。
半四郎は満身創痍で奥書院に侵入し、井伊直政の鎧兜をなぎ倒し、鉄砲隊に追い詰められる。半四郎はその場で切腹し、直後に銃弾を受けて討ち死にする。上記の病欠の3名については、彦九郎はすでに切腹して果て、他の2人は勘解由によって拝死を受け、返り討ちによる傷者は手厚い治療を受ける。そして公儀には、半四郎は見事切腹したとし、死者はすべてが病死として報告される。
管理職の勘解由にとって最優先すべきことは組織（藩）の存続であり、半四郎が笑ったとおり、武士の面目など表面だけに過ぎなかったのである。

## 出演
| 役名        | 俳優                 |
| ----------- | -------------------- |
| 津雲半四郎  | 仲代達矢（俳優座）   |
| 千々岩求女  | 石濱朗               |
| 美保        | 岩下志麻             |
| 稲葉丹後    | 三島雅夫（俳優座）   |
| 矢崎隼人    | 中谷一郎（俳優座）   |
| 福島正勝    | 佐藤慶               |
| 千々岩陣内  | 稲葉義男（俳優座）   |
| 井伊家使番A | 井川比佐志（俳優座） |
| 井伊家使番B | 武内亨（俳優座）     |
| 川辺右馬介  | 青木義朗             |
| 清兵衛      | 松村達雄             |
| 井伊家使番C | 小林昭二             |
| 代診        | 林孝一               |
| 槍大将      | 五味勝雄             |
| 新免一郎    | 安住譲               |
| 人足組頭    | 富田仲次郎           |
| 沢潟彦九郎  | 丹波哲郎             |
| 斎藤勘解由  | 三國連太郎（東映）   |

- その他

小姓：天津七三郎、田中謙三、中原伸、池田恒夫、宮城稔、門田高明、山本一郎、高杉玄、西田智、小宮山鉄朗、成田舟一郎、春日昇、倉新八、林健二、林章太郎、片岡市女蔵、小沢文也、竹本幸之佑

## スタッフ
- 監督：小林正樹
- 製作：細谷辰雄
- 製作補：岸本吟一
- 脚本：橋本忍
- 原作：滝口康彦（『異聞浪人記』より）
- 撮影：宮島義勇
- 音楽：武満徹
- 美術：戸田重昌、大角純平
- 録音：西崎英雄
- 照明：蒲原正次郎
- 編集：相良久
- スチール：梶原高男
- 助監督：丹波康二
- 装置：中村良三
- 装飾：田尻善一
- 衣裳：植田光三
- 技髪：木村垚右ヱ門
- 結髪：木村よし子
- 進行：内藤誠
- 撮影助手：関根重行
- 照明助手：奥谷保
- 録音助手：藤田茂
- 編集助手：瀬頭純平
- 製作助手：斎藤次男
- 現像：東洋現像所
- 時代考証：猪熊兼繁
- 衣裳考証：隅田董之助、河村長灌
- 殺陣：加登秀樹
- 題字：勅使河原蒼風

## 評価
『切腹』は、一部の批評家からは切腹場面の残酷さを非難されたものの、カンヌ映画祭などの海外の映画祭では高評価され、1962年度のキネマ旬報ベストテンでも総得点数244点で第3位となった。
三島由紀夫もこの映画を好評し、竹光での切腹という残酷さについては、真刀の切腹でも実際はもっと凄惨であるとし、「演出者があのシーンに、輸入品にすぎぬ近代ヒューマニズムの怒りをこめたつもりであるなら、観客の反応は計算の外だつた」として、どんなに残酷に強いられた切腹であったとしても、その行為自体は、「武士の名誉を賭けた意志的行為」であり、映画の演出者がその「〈名誉〉の固定観念と、〈誤まてる〉道徳」を笑おうとも、一般的な観客の心の奥底でその自殺行為に「美学」を感じることは否めなく「切腹者のいさぎよさに、高潔な意志のあらはれと、一つの美の形を無意識に見てゐる」と、この映画の成功の要因を解説している。

## 逸話
- 終盤の津雲半四郎演じる仲代達矢と沢潟彦九郎役の丹波哲郎の、護持院原での決闘では殺陣に使われる竹光ではなく真剣が使われており、文字通り命懸けの撮影であった。この時の仲代が用いているのが、戦国時代の「沈なる身の兵法」といわれる鎧武者が戦うために腰を低く落とし、脇に刀を構える「八相の構え」による介者剣術であり、丹波が江戸初期の尾張藩で柳生利厳（兵庫助）が創始した「直立たる身の兵法」（つったったるみのへいほう）と「上段・中段の構え」、すなわち現代の剣道の原型である背筋を伸ばした構えで戦っている。つまり、戦国生き残りの武士を演じる仲代と、江戸時代の当時としては最先端の構えを習得している丹波の対照が鮮やかに描写されている。時代考証家の大森洋平が「鎧武者の刀法」の例として時代劇制作スタッフに例示しているほどである[7]。
- 劇中において丹波哲郎演じる沢潟彦九郎が修めた剣術の流儀として「神道無念一流」の名前が登場する。しかし似た名前で実在する流儀である「神道無念流」は、この映画の舞台である寛永年間にはまだ存在しないため、架空の流儀であると思われる。
- 千々岩求女が竹光で切腹したストーリーと、音楽担当が武満徹であったことを掛けて、当時の松竹の宣伝部には、「切腹もタケミツ、音楽もタケミツ」という内輪のジョークがあった[8]。
- 新免一郎役の安住譲は川崎麻世の実父である。